# Young Sánchez
Young Sánchez és una pel·lícula espanyola estrenada el 3 de juny de 1964. Fou el segon llargmetratge dirigit per Mario Camus, protagonitzat per Julián Mateos. Està basat en el món de la boxa, influïda per pel·lícules com Més dura serà la caiguda o Champion, amb un retrat d'ambient convincent però amb un to narratiu no gaire encertat. El guió pren com a base una narració d'Ignacio Aldecoa.

## Sinopsi
Paco Sánchez és un jove treballador mecànic de l'Hospitalet de Llobregat que treballa a una fàbrica. Alhora entrena com a boxejador amb el veterà púgil Paulino i el seu amic Conca. Després d'alguns triomfs com a amateur, intenta passar al boxa professional de la mà del promotor corrupte Rafael Carrasco.

## Repartiment
- Julián Mateos - Paco Sánchez
- Ermanno Bonetti - Paulino
- Carlos Otero - Conca
- Sergio Doré - Rafael Carrasco

## Premis
Medalles del Cercle d'Escriptors Cinematogràfics
| Any  | Categoria    | Pel·lícula    | Resultat   |
| ---- | ------------ | ------------- | ---------- |
| 1963 | Millor actor | Julián Mateos | Guanyadora |

Fotogramas de Plata al millor intèrpret de cinema espanyol (1964)Julián Mateos